# Деминг, Уильям Эдвардс
Де́минг, Уи́льям Э́двардс; Э́двард Де́минг (англ. William Edwards Deming, 14 октября 1900 — 20 декабря 1993) — американский учёный, статистик и консультант по менеджменту. Наибольшую известность Деминг приобрел, благодаря доработанному им циклу Шухарта, который теперь весь мир называет циклом Шухарта — Деминга [PDSA или PDCA], а также за созданную им теорию менеджмента, основанную на предложенной им же теории глубинных знаний.
Ему присуждена одна из самых престижных наград, учреждённых Американским обществом качества (American Society for Quality = ASQ) — медаль имени Шухарта в 1955 году. Он также стал почетным членом ASQ (1970).

## Ранние годы
Вильям Эдвардс Деминг родился в Су-Сити, штат Айова, рос в Полк-Сити, Айова на куриной ферме своего деда Генри Коффина Эдвардса, а затем жил на ферме в Повелле, Вайоминг, купленной его отцом. Отец — Вильям Альберт Деминг (англ. William Albert Deming), мать — Плама Ирэн Эдвардс (англ. Pluma Irene Edwards).
- 1921 год — получает степень в области электроники в Университете Вайоминга.
- 1923—1925 годы — преподает физику и экономику в Колорадской горной школе и получает степень магистра по математике и физике в Университете Колорадо.
- 1925—1928 годы — учится в Йельском университете, где получает степень доктора в области математической физики.
- 1927 год — поступает на работу в министерство сельского хозяйства США, где работает до 1939 года[5].

## Работа в Японии
Японию впервые посетил в 1946 году. Его лекции по методам статистического контроля качества оказались восприняты высшими руководителями японских компаний. Необходимость изучения и внедрения методов статистического контроля была осознана, и в Японии был организован процесс массового обучения менеджеров.
В знак признания заслуг Э. Деминга в 1951 году в Японии была учреждена награда его имени, присуждаемая с тех пор ежегодно компаниям за выдающиеся успехи в деле повышения качества и отдельным лицам за существенный вклад в теорию и практику управления качеством. Награда выдается в виде диплома и серебряной медали с профилем доктора Э. Деминга.

## Концепция управления Деминга и её истоки
Концепция управления Э. Деминга включает понимание систем, понимание вариабельности, теорию познания и психологию человека. Стиль мышления Э. Деминга сформировался как на основе воззрений У. Шухарта (1891—1967), личное знакомство с которым состоялось в 1927 году, так и на основе работ по математической статистике Роналда Фишера (1890—1962), методологии принятия решений в условиях неопределённости, получившей название бихевиористской статистики, Ежи Неймана (1884—1981), концепции операционализма, описанной в классической работе Перси Уильямса Бриджмена (1882—1961) «The Logic of Modern Physics» (1927). Однако, идеологической платформой взглядов Деминга был концептуальный прагматизм американского философа Кларенса Ирвинга Льюиса (1883—1964). Деминг, находясь под влиянием К. И. Льюиса и других прагматиков, считал, что работа менеджера — это предсказание, а предсказание основано на принятой рабочей теории, и что большинство проблем возникает из-за расхождения между представлениями о реальности, и тем, как функционирует реальность в действительности.
Идеи Деминга о вариабельности были основаны на работе Шухарта «Economic control of quality of manufactured product» (1931), который предложил различать проявление двух принципиально различных типов вариабельности любой системы или процесса, инициированных либо так называемой «общей причиной» (сommon cause), либо «особой причиной» (assignable cause). Вопреки устоявшемуся мнению, главный посыл Шухарта, а, затем и Деминга, не в том, чтобы максимально устранить вариабельность, но в том, чтобы понять почему такая вариабельность существует и какие выводы из этого факта можно сделать.
Подчеркивая важность знания психологии для управленцев, Деминг говорил, что управление, в основе которого лежит пренебрежение различием между людьми, неэффективно и может носить деструктивный характер. Хороший менеджер должен учитывать различия между людьми для оптимизации их деятельности путём оценки их способностей и мотивации. Считая внутреннюю мотивацию основой ответственного и стабильного поведения людей, Деминг полагал, что акцент на внешнюю мотивацию создает разрушительный эффект: внешняя мотивация может повысить самооценку человека, но тотальное подчинение внешней мотивации ведет к разрушению личности. Критически оценивая современный западный индивидуализм, Деминг акцентировал важность сотрудничества, удовлетворенности, уважения и радости от деятельности, указывая на то, что такое отношение способствует формированию просоциального поведения, которое, по его мнению, позволит сделать систему более эффективной, высвободив «силу человеческого ресурса, заключенную во внутренней мотивации». Основной упор должен делаться на командное взаимодействие, основой которого является польза для каждого.

## Семья
Деминг был женат дважды: в 1922 году на Агнес Белл (англ. Agnes Bell) (скончалась в 1930 году); в 1932 году на Лоле Шуп (англ. Lola Shupe) (скончалась в 1986 году).
Дочери: Дороти, приемный ребёнок (скончалась в 1984 году), Диана и Линда.
Семь внуков, три правнука.

## Награды и звания
Доктору Демингу присуждена национальная медаль США в области технологии, его имя высечено в «Зале славы» за достижения в области науки и техники. В 1960 году доктор Э. Деминг награждён орденом Священного Сокровища 2 степени. Это один из высших орденов Японии, вручаемый от имени императора.
Во многих странах мира работают ассоциации его имени.

## Краткий обзор философии Деминга
Философия Уильяма Эдвардса Деминга подытожена следующим образом:
«Деминг учил, что путём принятия соответствующих принципов управления организации могут повысить качество и одновременно снизить расходы (за счёт сокращения количества отходов, переделывания, изнурения персонала и судебных разбирательств, при одновременном повышении лояльности клиентов). Ключ в том, чтобы практиковать непрерывное совершенствование и представлять производство как систему, а не как кусочки и части».
В 1970-х годах философия Деминга была подытожена некоторыми из его японских сторонников следующим образом:
а) Когда люди и организации сосредотачивают внимание прежде всего на качестве, определённым следующим соотношением:
{\displaystyle {\text{Качество}}={\frac {\text{Результаты работы}}{\text{Затраты, всего}}}} (англ: {\displaystyle {\text{Quality}}={\frac {\text{Results of work efforts}}{\text{Total costs}}}})
то качество имеет тенденцию к росту, и издержки со временем снижаются.
b) Однако когда люди и организации фокусируются в основном на «издержках», затраты имеют тенденцию к росту, а качество со временем снижается.

### Система Глубинных Знаний Деминга (System of Profound Knowledge)
«Сложившийся стиль управления должен пройти трансформацию. Система не может понять себя. Преобразование требует взгляда извне. Цель этой главы — дать взгляд снаружи — лупу, которую я называю системой глубинных знаний. Она предоставляет нам карту теории для того, чтобы понять организации, над которыми мы работаем».
«Первый шаг — это преобразование личности. Это преобразование не имеет длительности. Оно происходит от наступления понимания системы глубинных знаний. Личность, будучи преобразованной, станет воспринимать новый смысл о своей жизни, о событиях, о числах, о взаимодействии между людьми».
«Когда человек достигнет понимания системы глубинных знаний, он будет применять её принципы в любом виде отношений с другими людьми. Он будет иметь основу для суждения своих собственных решений и для преобразования организаций, в которые он входит. Преобразованная личность будет:
- Ставиться в пример;
- Хорошим слушателем, но не будет идти на компромисс;
- Постоянно учить других людей; и
- Помогать людям вырваться из их текущих практик и убеждений, и переходить к новой философии без чувства вины о прошлом».

Деминг считал, что все менеджеры должны обладать тем, что он называл Системой Глубинных Знаний, которая состоит из четырёх частей:
1. Понимание системы: понимание всего процесса в который вовлечены поставщики, производители и потребители (или получатели) товаров и услуг (объяснено ниже);
2. Знание о теории вариабельности: разделение вариаций на выходе любого процесса на общие — системные — причины и особые или специальные причины — случайные и мимолетные вмешательства в систему;
3. Элементы теории познания: концепции, объясняющие знание и пределы того, что может быть познано.
4. Знание в области психологии: понимание людей.

Деминг объяснял: «не нужно быть выдающимся ни в какой из частей глубинных знаний, чтобы понимать их и применять. 14 пунктов менеджмента в промышленности, образовании и управлении страной естественным образом следуют из системы глубинных знаний как её применение с целью преобразования современного стиля западного менеджмента к новому оптимизированному стилю.» (стр.96 оригинала).
«Различные компоненты системы глубинных знаний не могут быть разделены. Они взаимодействуют друг с другом. Таким образом, знание психологии является неполным без знания о теории вариабельности. Менеджер работающий с людьми должен понимать, что все люди разные. Это не ранжирование людей. Он должен понимать, что результативность каждого определяется в основном той системой в которой он работает, а система находится в ответственности менеджмента. Психолог, обладающий даже примитивным пониманием вариаций, как будет показано в эксперименте с красными бусами (Гл. 7) не может больше участвовать в совершенствовании плана по ранжированию персонала».
Понимание системы включает в себя понимание того, как взаимодействие (например, обратная связь) между элементами системы может привести к внутренним ограничениям, которые заставят систему вести себя как единый организм, который автоматически ищет устойчивое состояние. Именно это устойчивое состояние определяет выходной результат системы, а не её отдельные элементы. Таким образом, именно структура организации, а не работников, поодиночке, держит ключи к улучшению качества выхода, выходного результата системы.
Знание о теории вариабельности включает в себя понимание того, что всё, что измеряется состоит как из «системных» отклонений, получающихся по причине наличия системы (общие причины), и «несистемных отклонений» (особых причин), которые приводят к непредсказуемости процесса. Для повышения качества нужно уметь распознавать разницу между ними для устранения «особых причин», то есть возвращая процесс в управляемое или стабильное состояние. Деминг учил, что вмешательство в стабильный процесс (то есть внесение изменений в ответ на «общие причины») только ухудшает работу системы.
Система глубоких знаний является базисом для применения знаменитых 14 пунктов управления Деминга, описанные ниже.

### 14 ключевых принципов Деминга[10]
1. Постоянство цели: Поставьте перед собой цель и будьте неизменно твердыми и постоянными в достижении поставленной цели непрерывного улучшения продукции и услуг, распределяя ресурсы таким образом, чтобы обеспечивались долговременные цели и потребности, а не только сиюминутная прибыльность, для достижения конкурентоспособности, сохранения предприятия и обеспечения людей работой.
2. Новая философия: Мы находимся в новой экономической эре, начатой в Японии. Мы не можем более уживаться с обычно принятым уровнем задержек, ошибок, дефектов в материалах, брака в работе. Необходимо преобразование западного стиля менеджмента, чтобы остановить продолжающийся упадок экономики.
3. Покончите с зависимостью от массового контроля: Уничтожайте потребность в проверках и инспекции как способе достижения качества, прежде всего путём «встраивания» качества в продукцию. Требуйте статистических свидетельств «встроенного» качества как в процессе производства, так и при выполнении закупочных функций.
4. Покончите с практикой закупок по самой низкой цене. Вместо этого, наряду с ценой, требуйте серьёзных подтверждений её качества. Уменьшите число поставщиков одного и того же продукта путём отказа от услуг тех из них, кто не смог статистически подтвердить его качество. Стремитесь к тому, чтобы получать все поставки данного компонента только от одного производителя, на основе установления долговременных отношений взаимной лояльности и доверия. Целью в этом случае является минимизация общих затрат, а не только первоначальных.
5. Улучшайте каждый процесс. Улучшайте постоянно, сегодня и всегда все процессы планирования, производства и оказания услуг. Постоянно выискивайте проблемы для того, чтобы улучшать все виды деятельности и функции в компании, повышать качество и производительность и, таким образом, постоянно уменьшать издержки. Непрерывное улучшение системы, включающей в себя разработку и проектирование, поставку комплектующих и материалов, обслуживание и улучшение работы оборудования, методов управления и организации, подготовку и переподготовку кадров — есть первейшая обязанность руководства.
6. Введите в практику подготовку и переподготовку кадров: Введите в практику современные подходы к подготовке и переподготовке для всех работников, включая руководителей и управляющих, с тем, чтобы лучше использовать возможности каждого из них. Для того, чтобы поспевать за изменениями в материалах. методах, конструкции изделий, оборудовании, технологии, функциях и методах обслуживания, требуются новые навыки и умения.
7. Учредите лидерство. Усвойте и введите в практику лидерство как метод работы, имеющий целью помочь работникам выполнять их работу наилучшим образом. Руководители всех уровней должны отвечать не за голые цифры, а за качество. Улучшение качества автоматически приводит к повышению производительности. Руководители и управляющие должны обеспечить принятие немедленных мер при получении сигналов о появившихся дефектах, неисправном или разлаженном оборудовании, плохих инструментах, нечетких рабочих инструкциях и других факторах, наносящих ущерб качеству.
8. Изгоняйте страхи. Поощряйте эффективные двухсторонние связи и используйте другие средства для искоренения страхов, опасений и враждебности внутри организации с тем, чтобы каждый мог работать более эффективно и продуктивно на благо компании. Любой работник, испытывающий страх перед своим вышестоящим руководителем, не может надлежащим образом сотрудничать с ним. Лучшее, что можно ожидать в таких обстоятельствах, — обиженная покорность, то есть как раз то, чего и желает такой руководитель. Однако подобное положение вещей никогда не приведет к хорошим результатам. Истинное сотрудничество позволяет достигнуть намного большего, чем изолированные индивидуальные усилия. Но это взаимодействие не может быть хорошим, если не взращивать взаимное доверие, уверенность и уважение. Те, кто работает, испытывая страх, — стараются ускользнуть из поля зрения тех, кого они боятся. А как можно ожидать отдачи, соответствующей потенциальным возможностям, от людей, чье основное желание — просто не быть замеченным?
9. Разрушьте барьеры между подразделениями, службами, отделениями. Люди из различных функциональных подразделений: исследователи, разработчики, производственники, представители коммерческих и административных служб — должны работать в командах (бригадах) с тем, чтобы устранять проблемы, которые могут возникнуть с продукцией или услугами. Большинство компаний организованы по функциональному принципу, но они должны работать в условиях функционального взаимодействия.
10. Откажитесь от пустых лозунгов и призывов. Откажитесь от использования плакатов, лозунгов и призывов к работникам, которые требуют от них бездефектной работы, нового уровня производительности и т. п., но ничего не говорят о методах достижения этих целей. Такие призывы только вызывают враждебное отношение; основная масса проблем низкого качества и производительности связана с системой и, таким образом, их решения находятся за пределами возможностей рядовых работников.
11. Устраните произвольные числовые нормы и задания. Устраните рабочие инструкции и стандарты, которые устанавливают произвольные нормы, квоты для работников и количественные задания для руководителей. Замените их поддержкой и помощью со стороны вышестоящих руководителей с тем, чтобы достигать непрерывных улучшений в качестве и производительности.
12. Дайте работникам возможность гордиться своим трудом. Устраните барьеры, которые обкрадывают рабочих и руководителей, лишая их возможности гордиться своим трудом. Это предполагает, помимо всего прочего, отказ от ежегодных аттестаций (оценок деятельности работников) и методов управления по целям. И снова, обязанности менеджеров, контролеров, мастеров должны быть перенесены с достижения чисто количественных показателей на достижение качества.
13. Поощряйте стремление к образованию. Учредите энергичную программу образования и поддержки самоусовершенствования для всех работников. Организации нужны не просто люди, ей нужны работники, совершенствующиеся в результате образования. Источником успешного продвижения в достижении конкурентоспособности являются знания.
14. Приверженность делу повышения качества и действенность высшего руководства. Ясно определите непоколебимую приверженность высшего руководства к постоянному улучшению качества и производительности и их обязательство проводить в жизнь все рассмотренные выше принципы. Тем не менее, мало того, что высшее руководство искренне продекламирует свою вечную приверженность качеству и производительности. Оно должно ещё знать, в чём же заключается то, чему они привержены, то есть что они должны делать. Образуйте структуру в высшем руководстве, которая будет каждодневно давать импульс для продвижения к вышерассмотренным 13 принципам, и действуйте, чтобы осуществить преобразования. Поддержки здесь недостаточно, нужны конкретные дела.